# Dictionnaire biographique des protestants français de 1787 à nos jours
Le Dictionnaire biographique des protestants français de 1787 à nos jours est un dictionnaire biographique dirigé par les historiens Patrick Cabanel et André Encrevé, consacré aux protestants français. Les quatre premiers tomes ont été publiés en 2015, 2020, 2022 et 2024. Il présente des biographies de protestants.

## Présentation
Le premier tome (A-C) comprend 1 179 notices rédigées par 121 auteurs différents, dont un quart de femmes. Le tome 2 (D-G) est publié en 2020 et comprend 1 300 notices. L'ouvrage final devrait présenter près de 5 000 notices. Le cadre chronologique prend comme point de départ l'édit de tolérance de 1787, signé à Versailles par Louis XVI qui accorde ainsi un statut juridique et civil aux non-catholiques français, et va jusqu'à la période contemporaine,.
Un certain nombre des 550 notices de l'ouvrage Les Protestants qui couvrait la période 1802-1962, dirigé par André Encrevé en 1993 et qui constituait le volume 5 du Dictionnaire biographique du monde religieux dans la France contemporaine, ont été reprises et augmentées, dans une perspective moins centrée sur les personnalités des Églises protestantes, notamment les pasteurs, mais couvrant différents secteurs, industrie, arts, éducation, politique, avec la prise en compte de personnalités vivantes ou mortes récemment. Y sont notamment inclus tous les protestants déclarés Justes des nations. Les notices de personnalités du protestantisme alsacien publiées par le Nouveau dictionnaire de biographie alsacienne sont également reprises. 
Le dictionnaire intègre également des notices dédiées aux personnalités de culture protestante, sans être des pratiquants du protestantisme, et aux protestants d'origine. Trois définitions du protestant sont retenues par les auteurs : le protestant pratiquant, le protestant de culture, la personnalité d'origine protestante qui ne dément pas cette appartenance, tous ayant donné un accord formel pour figurer dans le dictionnaire. Les personnalités du protestantisme évangélique sont bien représentées, de même que les femmes, comme auteures de notices, et comme personnalités du protestantisme français perçues dans leur dimension globale, militantes, pasteures, épouses ou encore mères de famille. Les origines régionales (Alsace, Bordeaux, Cévennes, Charentes, Languedoc, etc.), et internationales (suisses surtout, mais aussi anglo-saxonnes, néerlandaises, germaniques ou scandinaves), sont soulignées, ainsi que la transmission intra-familiale des enracinements, qui donne lieu à plusieurs notices familiales.

## Éditions
- Patrick Cabanel et André Encrevé (dir.), Dictionnaire biographique des protestants français de 1787 à nos jours : Tome 1, A-C, Paris, Éditions de Paris Max Chaleil, 2015, 831 p. (ISBN 978-2-84621-190-1).
- Patrick Cabanel et André Encrevé (dir.), Dictionnaire biographique des protestants français de 1787 à nos jours : Tome 2, D-G, Paris, Éditions de Paris Max Chaleil, 2020, 1072 p. (ISBN 2846212880).
- Patrick Cabanel et André Encrevé (dir.), Dictionnaire biographique des protestants français de 1787 à nos jours : Tome 3, H-L, Paris, Les Éditions de Paris Max Chaleil, 2022, 1049 p. (ISBN 9782846213332)
- Patrick Cabanel et André Encrevé (dir.), Dictionnaire biographique des protestants français de 1787 à nos jours : Tome 4, M-Q, Paris, Les Éditions de Paris Max Chaleil, 2024, 1027 p. (ISBN 978-2-84621-358-5)